# بهاجياشري
بهاجياشري هي ممثلة هندية ولدت في 23 فبراير 1969.

## روابط خارجية
بهاجياشري على موقع IMDb (الإنجليزية)
- بهاجياشري على موقع ميوزك برينز (الإنجليزية)
- بهاجياشري على موقع أول موفي (الإنجليزية)
- بهاجياشري على موقع قاعدة بيانات الفيلم (الإنجليزية)